# Lengua de signos de Nueva Zelanda, Australia y Gran Bretaña

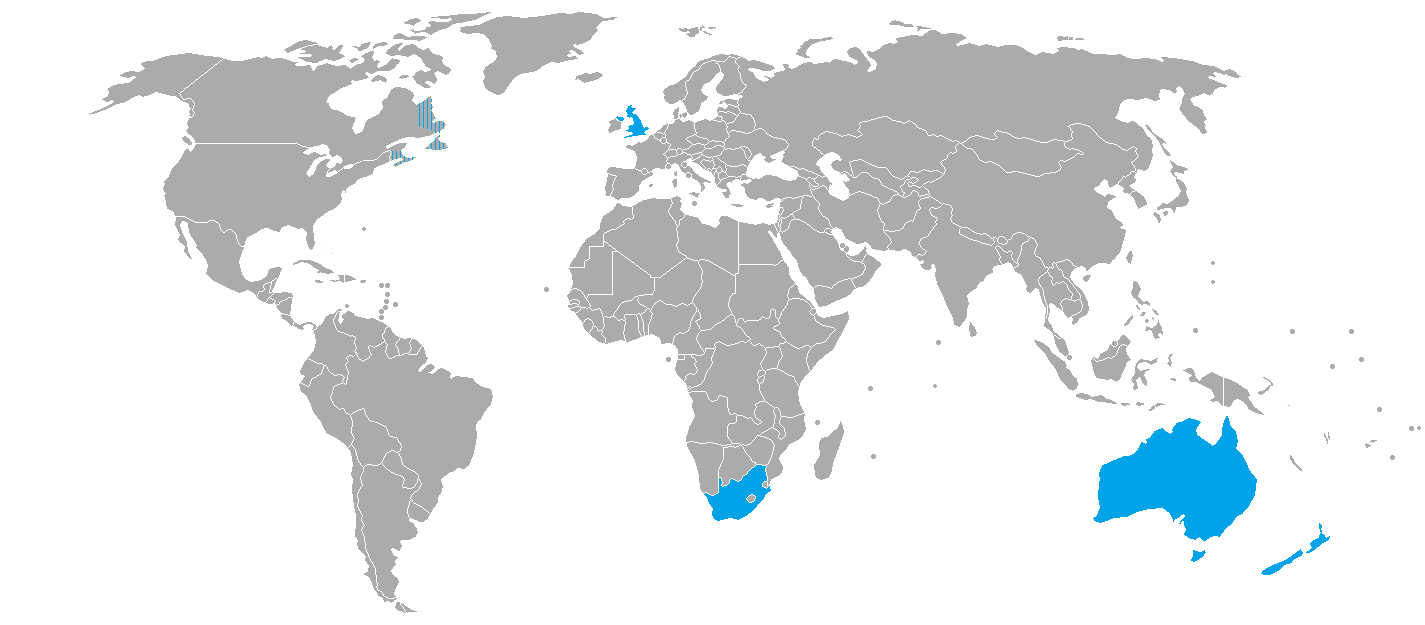

La lengua de señas de Nueva Zelanda, Australia y Gran Bretaña o BANZSL por sus siglas en inglés abarca, como su nombre indica, a la lengua de señas británica (BSL), la lengua de señas australiana (Auslan) y la lengua de señas neozelandesa (NZSL). Estas tres lenguas pueden considerarse dialectos de la BANZSL, ya que utilizan la misma gramática, el mismo alfabeto manual y comparten un porcentaje elevado de léxico. El término BANZSL fue acuñado por Trevor Johnston y Adam Schembri.
Tanto la lengua de señas británica, como la neozelandesa y la australiana provienen de una lengua de señas que empleaban los sordos en Gran Bretaña durante el siglo XIX. La lengua de signos americana y la BANZSL son dos lenguas que aparentemente no están emparentadas. A pesar de que ambas lenguas comparten muchos menos señas que las lenguas que conforman la BANZSL, el solapamiento es significante y probablemente se debe en gran parte a los recientes préstamos léxicos que los tres dialectos de la BANZSL han asimilado de la lengua de señas americana. Curiosamente muchos señantes jóvenes no son conscientes de qué señas son préstamas recientes. 
El 82% de las señas de la lengua de señas británica, la neozelandesa y la australiana son idénticas (según la lista Swadesh). Si se tienen en cuenta tanto las señas idénticas como las similares o las relacionadas, existe un 98% de señas cognadas entre las tres lenguas. Mientras que la lengua de señas australiana y la BANZSL solo tienen un 31% de señas idénticas y un 44 % de cognadas. 
El término BANZSL no debe sustituir a los términos lengua de señas británica, lengua de señas australiana y lengua de señas neozelandesa. Cada uno de estos dialectos mantiene sus peculiaridades, pero para referirse al conjunto de las tres lenguas puede emplearse la sigla BANZSL. 
Según Henri Wittmann (1991), la lengua de señas sueca también proviene de la lengua de señas británica. De la lengua de señas sueca derivan a su vez la lengua de señas portuguesa y la lengua de señas finesa, que se caracteriza por una mezcla local. La lengua de señas danesa es comprensible en su mayor parte para los señantes de la lengua de señas sueca y viceversa, si bien Wittmann la ubica en la familia de la lengua de señas francesa. Otras fuentes aseguran que el origen de la lengua de señas sueca es desconocido.

## Lenguas
- BSL (La primera fuente conocida data de 1644) 
  - Lengua de señas australiana (1860. Influencia de la lengua de signos americana y la lengua de señas irlandesa)
  - Lengua de señas neozelandesa (década de 1800)
  - Lengua de señas de Irlanda del Norte (siglo XIX. Influencia de la lengua de signos americana y la Lengua de señas irlandesa)
  - Lengua de señas de Sudáfrica (fecha sin precisar, entre 1846 y 1881)
  - Lengua de señas de las Provincias Marítimas de Canadá (sin fechar)
  - (Lengua de señas sueca) (1800)
    - Lengua de señas portuguesa (1823)
    - Lengua de señas finesa (década de 1850, con mezcla local)